# Récit-cadre
En narration, le récit-cadre ou récit enchâssant est un récit dans lequel sont emboîtés un ou plusieurs autres récits, dits « récits enchâssés » ou « récits encadrés ».
Le récit enchâssant, ou récit premier, qui n'est là que pour servir de cadre aux récits enchâssés, qui occupent (quantitativement) la place dominante, est un récit encadrant (par exemple : Les Mille et une nuits, les Contes de la bécasse de Maupassant...).

## Usages
Lorsque le récit-cadre sert à mettre en place les conditions (matérielles et psychologiques) d'une réception confortable, on dit qu'il a une fonction phatique. Ainsi, Balzac ou Maupassant mettent-ils parfois en scène, dans un bref prologue, des causeurs brillants et spirituels, qui ne tardent guère à se changer en narrateurs ; leurs récits, sollicités par un auditoire attentif, sont ainsi mis en valeur.
Le récit-cadre peut aussi avoir une fonction plus importante, une fonction évaluative, lorsque le narrateur intradiégétique – à savoir le (ou les) auditeur(s) du récit enchâssé à qui l'on s'adresse dans le récit-cadre – apporte un commentaire à l'histoire qui vient d'être racontée, ce qui a (ou devrait avoir) pour effet d'orienter l'interprétation du narrataire extradiégétique, c'est-à-dire du lecteur.
Par exemple, dans René (1802), Chateaubriand a situé le récit métadiégétique du héros dans un contexte de condamnation morale. René, après avoir raconté sa vie, est jugé sévèrement par un de ses auditeurs, qui lui reproche son endurcissement dans la mélancolie.
L'écrivain polonais Jean Potocki a écrit un roman aux multiples récits enchâssés, le Manuscrit trouvé à Saragosse (1797-1815) ; c'est aussi un exemple de mise en abyme, par le sens des histoires imbriquées et la dimension initiatique des récits.
Le jeu vidéo What Remains of Edith Finch adopte lui aussi une narration en récit-cadre.